# 明るい農村
『明るい農村』（あかるいのうそん）は、1963年4月1日から1985年3月31日までNHK総合テレビジョンで放送されたドキュメンタリー番組・教養番組である。全8030回。当初はモノクロ放送だったが、1971年4月6日から毎週月・水・金曜日がカラー化、同年10月4日からは、一部例外を除き、毎回カラー放送となった。

## 概要
近代農業に必要なテーマ・試みをその時々の時代背景を勘案しつつ提案した番組で、日本各地の農村で取材を行った。
放送期間中、1968年4月7日から日曜日放送分を『明るい漁村』（あかるいぎょそん）と題して放送したことがある（1982年度以降は曜日を定めずに放送）。また、1968年度から夕方に再放送が行われた。
NHK総合テレビでは最も遅くまで残った白黒番組の一つであり、火・木曜日以外のカラー化は1971年4月6日から、すべてカラー化されたのは、NHK総合テレビが全番組カラー放送となる直前の同年10月4日である（一部例外を除く） 。
NHKはこの番組以前にも、1948年から1952年に『インフォメーションアワー 新しい農村』、1957年1月17日から1960年3月31日まで『のびゆく農村』、1960年から1963年まで『村の記録』という前身番組を放送した。このうち『村の記録』は、その後も『明るい農村』の1コーナーとして続けられた。
NHKには農業協同組合（JA）と漁業協同組合（JF）の職員に委嘱した「農林漁業通信員」という情報を提供する担当がいて、ラジオでその情報を伝えた。2016年現在でも「農林水産通信員」→「ふるさと通信員」（2006年10月 - 、委嘱対象を拡大）と改称した上で、ラジオの『ひるのいこい』などにおいて情報提供が続けられる。

## 放送時間
- 月曜日 - 土曜日：6:20 - 6:40（1963年4月 - 1966年3月）
- 月曜日 - 土曜日：6:30 - 6:55（1966年4月 - 1982年3月）
- 月曜日 - 日曜日：6:30 - 6:55（1982年4月 - 1984年3月）
- 日曜日：19:20 - 19:59（1982年 - ）
- 月曜日 - 土曜日：6:15 - 6:43、日曜日 6:15 - 6:55（1984年4月 - 1985年3月）

## テーマ曲
- 作曲：広瀬量平（開始 - ） → 三枝成彰（ - 1982年） → 三枝成彰（1982年 - 終了）